# کلمه (شرکت)
میلینیوم اسپورتس (به انگلیسی: New Millenium Sports) که با نام تجاری کِلْمه (به انگلیسی: Kelme) شناخته می‌شود یک شرکت پوشاک اسپانیایی است، شرکت کلمه توسط دیگو کویلس و برادرش خوزه در سال ۱۹۷۷ تأسیس شد. شرکت کلمه در حال حاضر انواع پوشاک و تجهیزات ورزشی برای باشگاه‌های فوتبال، فوتسال، دو و میدانی و تنیس تولید می‌کند.
از سال ۱۹۹۴ تا ۱۹۹۶ رئال مادرید لباس‌های این شرکت را می‌پوشید. این شرکت در فصل۱۳۹۳–۹۴ لباس‌های  تراکتور سازی تبریز  و گسترش فولاد را تولید می‌کرد.